# San Giorgio Maggiore
San Giorgio Maggiore es una de las islas de Venecia (Véneto, Italia), que queda al este de la Giudecca y al sur del principal grupo de islas. Está rodeada por el Canale della Grazia, Canale della Giudecca, Canale di San Marco y la laguna meridional. Forma parte del sestiere de San Marco.

## Descripción

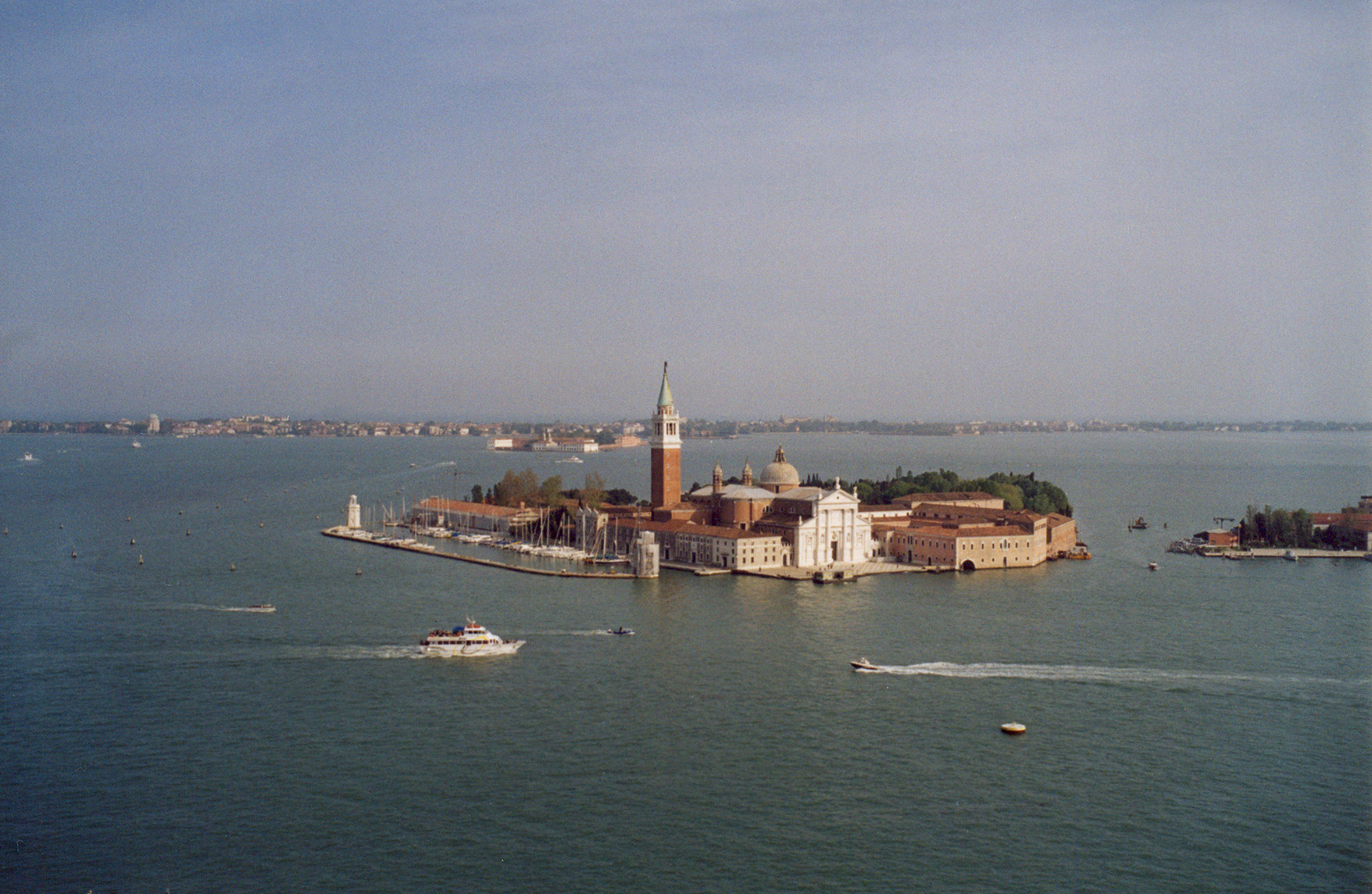
Vista de San Giorgio Maggiore.

La isla fue probablemente ocupada en el periodo romano; después de la fundación de Venecia fue llamada Insula Memmia por la familia Memmo que era su propietaria. Para el año 829 tenía una iglesia consagrada a San Jorge; de ahí que fuera llamada San Giorgio Maggiore para distinguirla de San Giorgio in Alga.
El monasterio benedictino de San Giorgio se estableció en 982, cuando el Dogo Tribuno Memmo donó toda la isla a un monje, Giovanni Morosini. Los monjes desecaron las marismas de la isla cercanas a la iglesia para conseguir terreno sobre el que edificar.
San Giorgio es actualmente conocida sobre todo por su Basílica de San Giorgio Maggiore, diseñada por Palladio y comenzada en 1566.
A principios del siglo XIX, después de la caída de la República, el monasterio fue casi suprimido y la isla se convirtió en un puerto libre con una nueva bahía construida en 1812. Se convirtió en la sede de la artillería de Venecia.
Actualmente son el cuartel general del centro de arte de la Fundación Giorgio Cini, conocida por su biblioteca y también la sede del teatro al aire libre llamado Teatro Verde.
En la serie de anime Negima!, el diseño de la Isla Biblioteca está basada en San Giorgio Maggiore, y es prácticamente idéntica.

## Galería

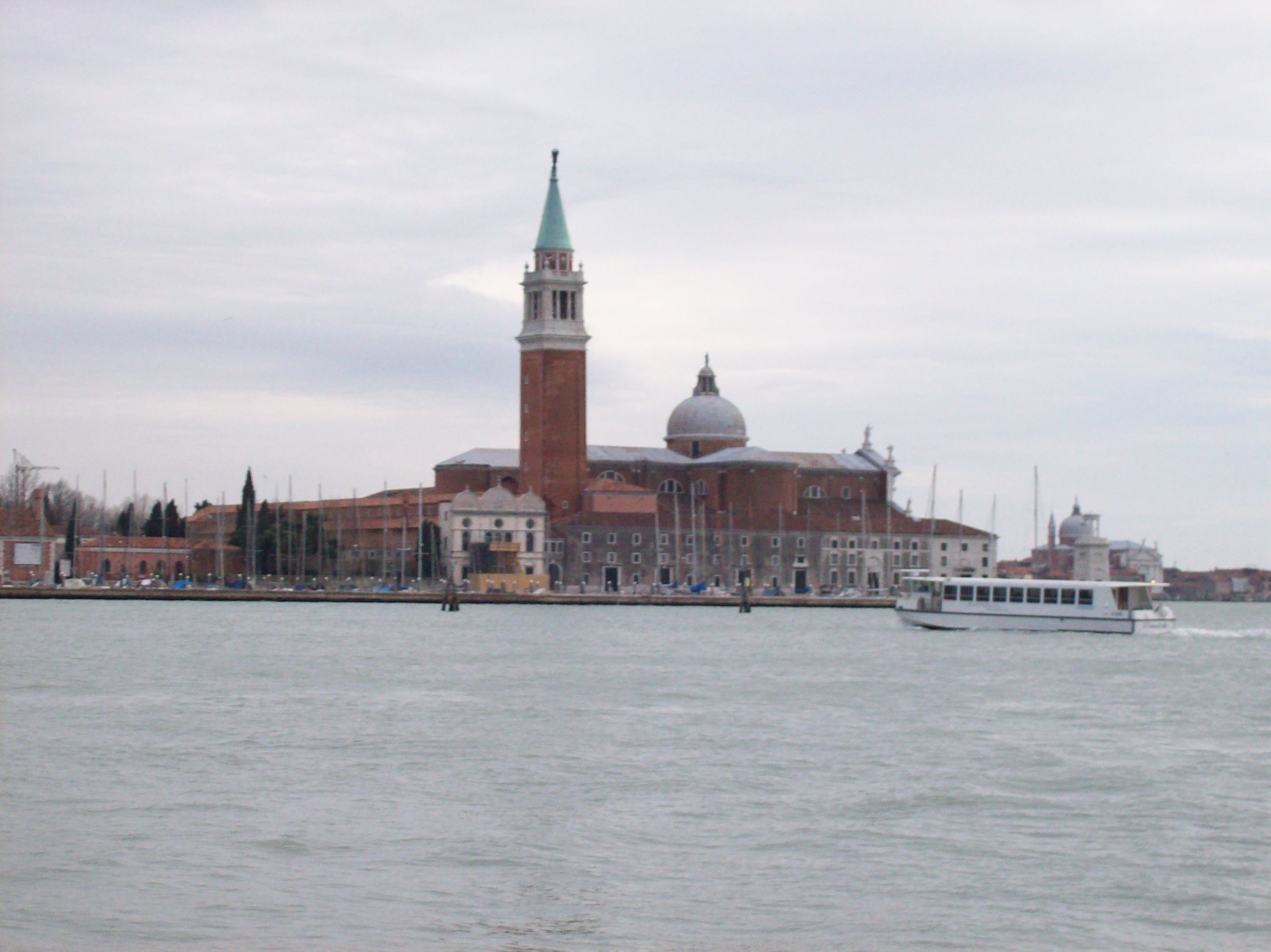
San Giorgio Maggiore.
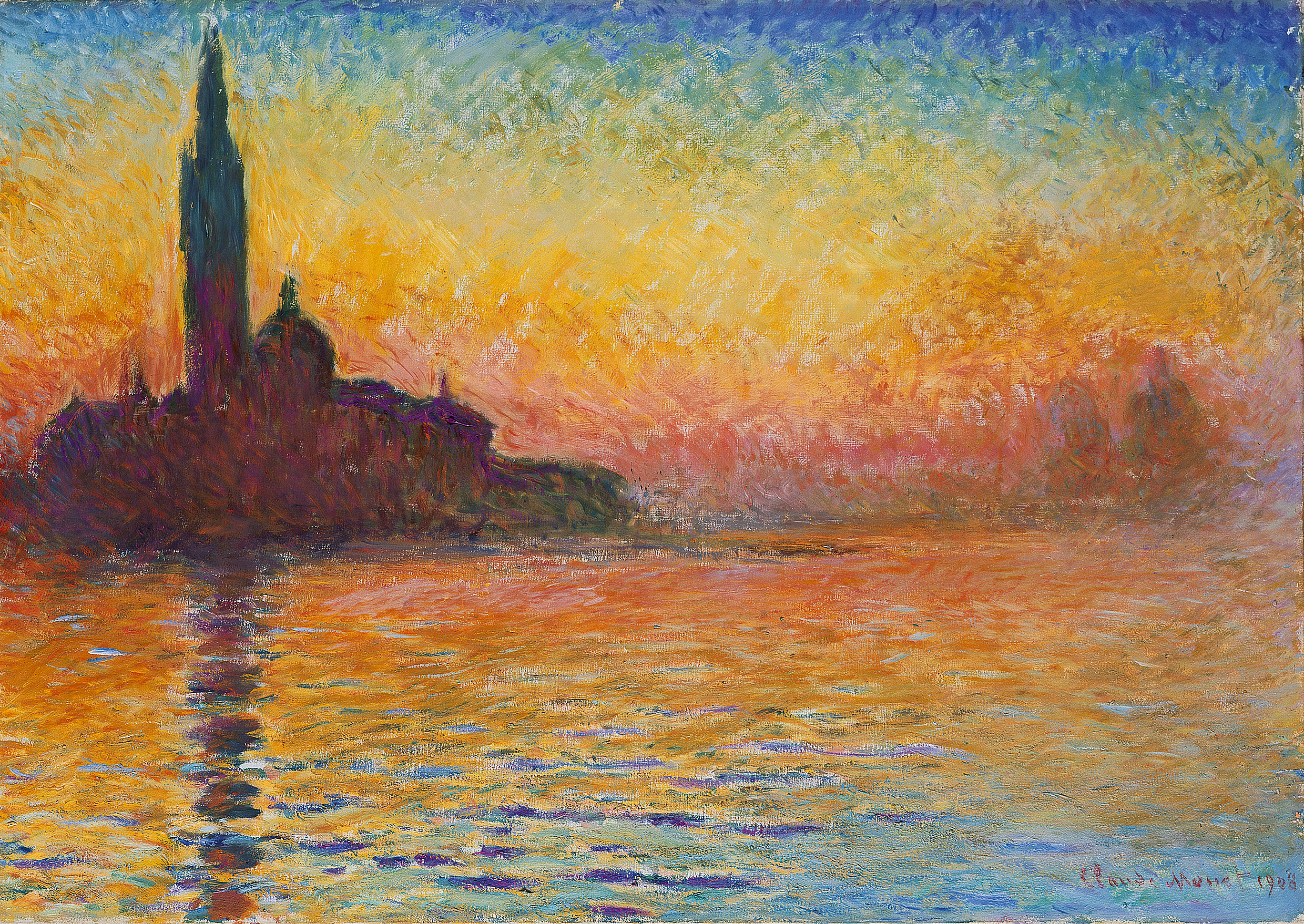
Claude Monet, Saint-Georges majeur au crépuscule.